# Yasmín Esquivel Mossa
Yasmín Esquivel Mossa (Ciudad de México, 15 de septiembre de 1963) es una funcionaria y jurista mexicana. Es ministra de la Suprema Corte de Justicia de la Nación desde el 12 de marzo de 2019, donde se desempeñó como presidente de la su segunda sala en el periodo 2021-2022.
Desde diciembre de 2022, sus grados de licenciatura y doctorado fueron puestos en duda tras las acusaciones y pruebas de plagio que habría cometido al sustentar las tesis para obtener dichos grados.

## Primeros años y estudios
Estudió la licenciatura en Derecho por la Escuela Nacional de Estudios Profesionales Aragón de la Universidad Nacional Autónoma de México (UNAM), la maestría en Administración de Instituciones Educativas por la Universidad del Valle de México y el doctorado en Derecho por la Universidad Anáhuac. Si bien en la biografía de Esquivel en la página web de la Suprema Corte se menciona que su doctorado lo obtuvo en convenio con la Universidad Complutense de Madrid, dicha institución se deslindó del título concedido, explicando que en el 2001 inscribió su proyecto de tesis en la universidad, sin embargo, los trámites no habrían pasado de esa inscripción.
También cuenta con un diplomado en Gobierno y Administración Pública por Instituto Nacional de Administración Pública y especialidades en Derecho Administrativo, Fiscal y en el Sistema Financiero Mexicano por la Universidad Panamericana.

## Carrera profesional
Inició en el servicio público en 1985 como asesora jurídica en la Subdelegación Jurídica del Departamento del Distrito Federal. En 1997 se inició en el ámbito judicial como magistrada unitaria de los tribunales agrarios, y posteriormente, presidenta del Tribunal Superior Agrario del Distrito Federal.
En 2009 la nombraron magistrada del Tribunal de lo Contencioso Administrativo del Distrito Federal y fue elegida presidenta del tribunal para el periodo 2012-2015 y reelegida para un segundo periodo. Con la reforma política de Ciudad de México de 2016 fue renombrado como Tribunal de Justicia Administrativa de la Ciudad de México. Renunció al cargo en marzo de 2019.
En febrero de 2019 el presidente Andrés Manuel López Obrador propuso una terna de candidatos para ministro de la Suprema Corte de Justicia de la Nación —para suceder a Margarita Beatriz Luna Ramos, que ocupó el cargo en el periodo 2004-2019—, compuesta por Esquivel, Loretta Ortiz Ahlf y Celia Maya García. El 12 de marzo el Senado de la República realizó una primera votación donde ningún candidato logró reunir la mayoría calificada: 66 para Esquivel, 24 en contra de la terna, 18 nulos, 14 para Ortiz Ahlf y ninguno para Maya García. En una segunda votación, Esquivel resultó elegida con 95 votos.
En 2021 fue nombrada presidenta de la Segunda Sala de la Suprema Corte, encargada en sesionar en materia administrativa y laboral, para el periodo 2021-2022. También fue designada por el ministro presidente, como representante ese órgano jurisdiccional, ante el Comité Interinstitucional de Igualdad de Género del Poder Judicial de la Federación.
En el ámbito internacional, fue electa como integrante de la Comisión Permanente de Género y Acceso a la Justicia para la XXI Edición de la Cumbre Judicial Iberoamericana, organismo al que representa dentro de la Comisión de Coordinación y Seguimiento.[¿cuándo?]

## Controversias

### Conflicto de intereses
Desde su postulación como ministra de la Suprema Corte fue acusada de no ser apta por un conflicto de intereses debido a su matrimonio con José María Riobóo, ingeniero civil y empresario dueño de la empresa Riobóo S.A., que durante las administraciones como jefes de gobierno del Distrito Federal, López Obrador y Marcelo Ebrard, fue contratada para realizar más de quince obras de infraestructura. Así, durante la sesión del Senado en la que se ratificó como ministra, el senador panista Damián Zepeda Vidales consideró que los tres perfiles que conformaban la terna eran cercanas de Morena. Al respecto Esquivel le argumentó: «Soy una mujer que, como millones de mexicanas, me he hecho por mí misma, con una historia propia, no soy “la señora de”, ni “la esposa de”».

### Acusaciones de plagio

#### Plagio para obtener el título de Licenciada en Derecho

Escudo de la Universidad Nacional Autónoma de México.

Mediante una investigación periodística publicada el 21 de diciembre de 2022 realizada por Guillermo Sheridan se le señaló por plagio en su tesis de licenciatura en Derecho de la Universidad Nacional Autónoma de México (UNAM) copiando por completo un trabajo anterior.
Ante las acusaciones, la Facultad de Estudios Superiores Aragón (FES Aragón) de la UNAM, informó el 22 de diciembre de 2022 que realizará un análisis pormenorizado del contenido de la tesis profesional. El 24 de diciembre del mismo año, la UNAM comunicó que existía un «alto nivel de coincidencias» entre la tesis de Esquivel Mossa y otra registrada en 1986 por un alumno de la Facultad de Derecho, ambas asesoradas por la misma profesora, Martha Rodríguez Ortiz. El 31 de diciembre el rector de la UNAM Enrique Graue Wiechers, expresó que «después del análisis de la documentación por el Comité y con base en el alto nivel de coincidencias entre las tesis objeto de revisión, superior al 90 por ciento, resulta evidente la existencia de un plagio», pero que a causa de «hechos contradictorios» sería necesario recabar más información.
Como respuesta a las acusaciones, Esquivel presentó una denuncia por plagio a la Fiscalía General de Justicia de la Ciudad de México argumentando que ella ya había empezado su tesis desde antes de que se registrara la otra tesis. La Fiscalía inició una carpeta de investigación del caso; sin embargo, el 4 de enero comunicó que no era procedente a la acción penal debido a la «prescripción de los hechos».
Por la trascendencia del caso, la UNAM ordenó la implementación de medidas para prevenir el plagio en tesis entre su alumnado. Asimismo, la Facultad de Derecho comunicó el 9 de enero de 2023 que se le ordenó al consejo técnico de la facultad realizar un dictamen en el que determine la situación académica de Rodríguez Ortiz.
El 11 de enero de 2023, la FES Aragón informó que, según su criterio de evaluación de ambas tesis, la original es aquella presentada en 1986 por la Facultad de Derecho, y por lo tanto, la presentada por Esquivel en 1987 es una «copia sustancial» de la anterior. También informó que la UNAM no cuenta con mecanismos para retirar un título universitario, pero que la resolución sería enviada a la Secretaría de Educación Pública (SEP).
Respecto a lo anterior, Esquivel declaró el 16 de enero que no renunciaría a su cargo. El 18 de enero Martha Rodríguez Ortiz, asesora de tesis de Yasmín Esquivel, fue despedida de la UNAM. El 20 de enero Enrique Graue anunció que convocará al Comité Universitario de Ética para revisar todos los documentos de este caso. Tres días después, la UNAM anunció que abrirá un espacio en el proceso de investigación para que Esquivel pueda defenderse; y el 26 de enero la UNAM citó formalmente a Esquivel para ofrecer argumentos y pruebas.
En febrero de 2023, la UNAM impugnó una suspensión provisional otorgada a Yasmín Esquivel que busca que el Comité de Ética de la Máxima Casa de Estudios no analice el presunto plagio que realizó la juzgadora en su tesis de licenciatura. El tribunal colegiado, posteriormente confirmó la suspensión provisión para que el Comité de Ética de la UNAM  no resuelva el caso del presunto plagio.
En una entrevista, el abogado general de la UNAM declaró que si era posible anular el título profesional de Esquivel.

#### Plagio para obtener el título de Doctora en Derecho
El 24 de febrero el diario español El País reportó haber encontrado otro caso de plagio realizado por la ministra Yasmín Esquivel en su tesis de doctorado, presentada en la Universidad Anáhuac en 2009. El reportaje señaló que casi la mitad de la tesis correspondía a texto copiado a una docena de autores de diversas nacionalidades. El abogado de Esquivel argumentó omisiones y olvidos en la redacción de la tesis doctoral.
El 2 de marzo de 2023 la Universidad Complutense de España emitió un comunicado en el que señaló la imposibilidad de considerar a Esquivel como una de sus doctoras ya que la ministro no habría sustentado en ella el trabajo que la acreditase como Doctora. «Gracias a Dios no tenemos nada que ver con esa tesis» señaló, toda vez que, en 2019 cuando López Obrador la propuso para la SCJN, en el extracto de biografía que envió durante la postulación al Senado, Esquivel señaló habría obtenido el grado de Doctora en Derecho en la Universidad Anáhuac «en coordinación» con dicha Universidad, aunque en palabras del decano de Derecho de la Complutense, Ricardo Alonso, y quien habría dado clases a la entonces maestra Esquivel, durante el año 2001 inscribió (Esquivel) su proyecto ante la Complutense, sin embargo, los trámites no habrían pasado de esa inscripción. 
Sin embargo, dicha información estaría disponible en el portal en línea de la Suprema Corte de Justicia de la Nación.

### Reacciones
Tras las acusaciones de plagio en que se vio envuelta Esquivel, diversas personalidades se pronunciaron al respecto:
- Presidente del Senado de México: El Senador de MORENA, Alejandro Armenta Mier se pronunció señalando que la ética y la moral deberían ser rescatadas, por lo que (llamaba a) Yasmín Esquivel a reflexionar si debía dejar su cargo al mentir en su titulación.[33]
- Nuevo León: Abogados del estado de Nuevo León habrían solicitado mediante un escrito entregado en la SCJN a la ministra Esquivel Mossa que, «en un acto de nobleza y sacrificio», presentase su renuncia al cargo por el presunto plagio de su tesis de licenciatura y que el mismo «habría trascendido... (más allá de) las fronteras y está lesionando nacional e internacionalmente el otrora prestigio académico de la UNAM...».[34]
- Comunidad estudiantil: Diversos estudiantes y egresados de la comunidad de la Anáhuac también se habrían pronunciado señalando:

«Queremos expresar nuestros profundo disgusto y enojo ante la muy lamentable postura que ha tomado la Facultad de Derecho»... «El plagio comprobado de la ministra constituye una falta grave a los principios de nuestra querida universidad» «una sanción a nivel administrativo no sería suficiente para penar tales hechos, sino que lo realmente trascendente sería que no ostente uno de los mayores cargos de nuestro máximo tribunal que es la suprema corte de justicia de la nación».
Comunidad estudiantil de la Red de Universidades Anáhuac

- Santiago Botero: El excoordinador de Derecho de la Universidad Anáhuac en donde Esquivel Mossa habría sustentado su tesis como Doctora, se habría desmarcado de la posición de la Universidad Anáhuac y habría solicitado hubiesen consecuencias para Esquivel Mossa.[35]
- Germán Martínez Cázares: El senador, antiguo militante de MORENA (partido perteneciente al Gobierno de Andrés Manuel López Obrador) habría solicitado se efectuase un juicio político a Esquivel Mossa tras demostrarse el plagio en tesis doctoral, así como de ser falta de honorabilidad, buena reputación y probidad necesarias para desempeñar el cargo que ostenta y que posteriormente se le destituya «por mentir, robar y traicionar a la Constitución General de la República».[36][37][38]
- Internacional: La comunidad académica (172 en total)[39] internacional habría firmado una carta de intelectuales y académicos (tanto extranjeros como mexicanos) en donde se habrían pronunciado en contra del(os) plagio(s) cometido(s) por Esquivel Mossa calificándolos de «ofensivos y... un insulto al rigor, a la honestidad y a un trabajo intelectual que se ha venido construyendo a lo largo de siglos desde la academia».[35][39] Los firmantes no solo habrían pedido la renuncia de la ministra, sino que también se disculpase públicamente.[39]

### Doctorhonoris causasin validez
El Instituto Mexicano Líderes de Excelencia (IMELE) es una institución que ha sido señalada por entregar doctorados honoris causa sin validez oficial por la Secretaría de Educación Pública, además de la necesidad de realizar donativos para recibirlos. Múltiples famosos, políticos, funcionarios y nobles lo han recibido, incluyendo Esquivel.

### Amparos para evitar investigación
Nuevamente Esquivel Mossa fue critícada en redes sociales (llegando a calificarla como desesperada) y en diversos medios de comunicación al haber solicitado primeramente un amparo ante el Poder Judicial de la Federación en contra de la Universidad Nacional Autónoma de México (UNAM) para que ésta dejara de investigar y de tomar decisiones sobre el plagio de 1987 con el que ella habría alcanzado el grado de licenciada en Derecho, sin embargo un Tribunal Colegiado lo habría desechado dando oportunidad a la UNAM (mediante el Comité Universitario de Ética) la facultad de posicionarse y emitir una resolución sobre dicho plagio. 
Cuando la UNAM informó (20 de abril de 2023) que habría de dar a conocer el resultado obtenido por el Comité de ética, fue notificado que la ministra Esquivel nuevamente se habría amparado solicitado medidas cautelares a un Juzgado Civil radicado en la Ciudad de México, ordenando a la UNAM, por medio de la jueza federal Sandra de Jesús Zúñiga, abstenerse de continuar el proceso de investigación y/o cualquier otro derivado en contra de la ministra Esquivel.
Dicha acción fue igualmente condenada por el abogado general de la UNAM —Hugo Concha Cantú—, quien dijo estar sorprendido por las maniobras emprendidas por el equipo legal de la ministra Esquivel quien «seguramente esperaba dicha resolución» ya que el tiempo de reacción entre la resolución y el segundo amparo no habría superado los 10 minutos. 

"Fue cosa de minutos, en lo que yo estoy oyendo en YouTube, en el canal del Consejo de la Judicatura la resolución del Colegiado, me habré tardado, qué te puedo decir, 10 minutos probablemente en empezar a avisar aquí al resto de las autoridades, al señor Rector, cuando me avisan aquí que estaban entrando notificaciones de un juicio civil"
Hugo Concha Cantú